# Dunocyathus
Dunocyathus is een geslacht van koralen uit de familie van de Turbinoliidae.

## Soorten
- Dunocyathus parasiticus Tenison-Woods, 1878
- Dunocyathus wallaceae Cairns, 2004